# No Cav

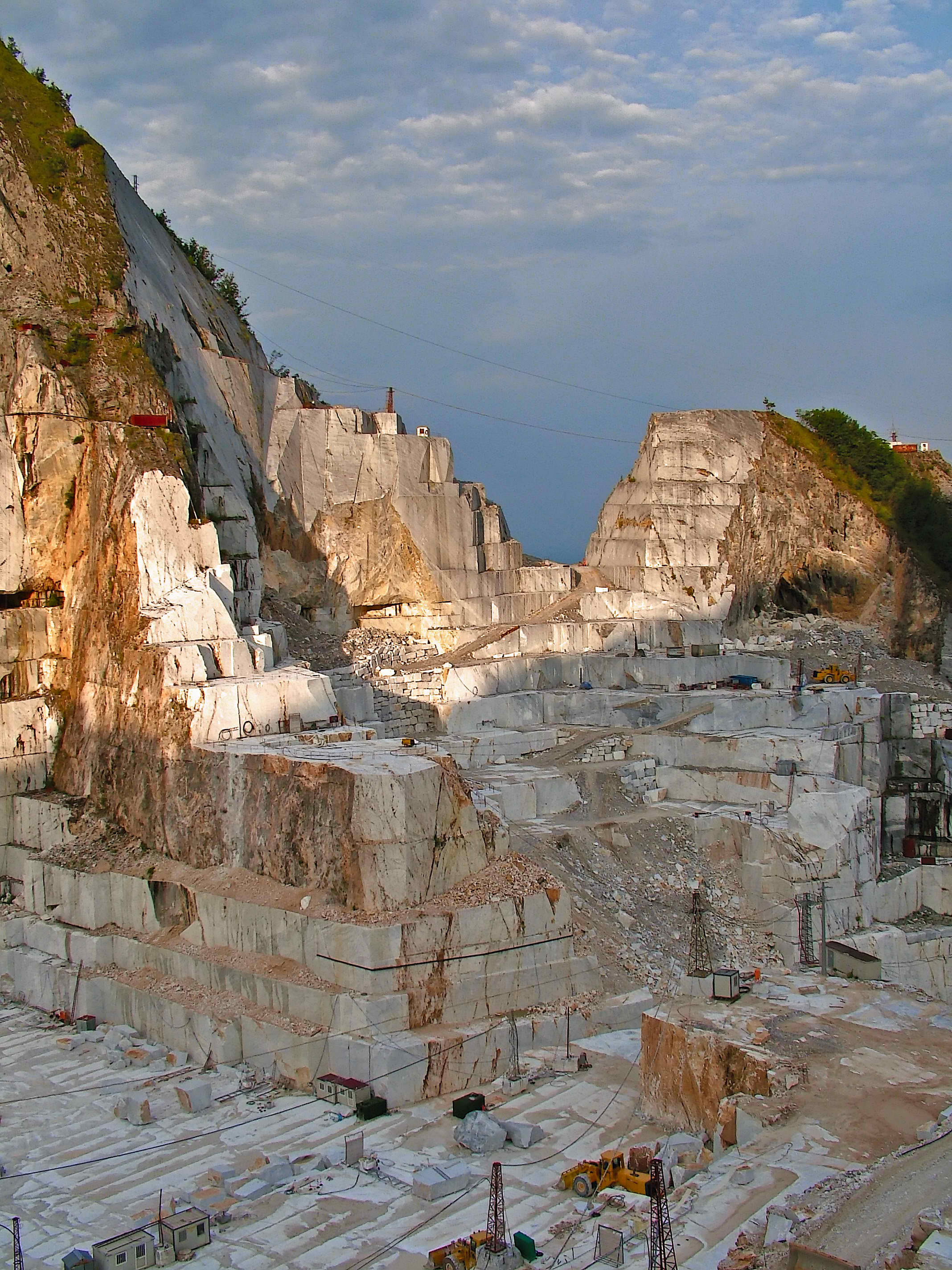
Cava di Gioia (Carrara) en de daarmee samenhangende onomkeerbare wijziging van de vorm van de top

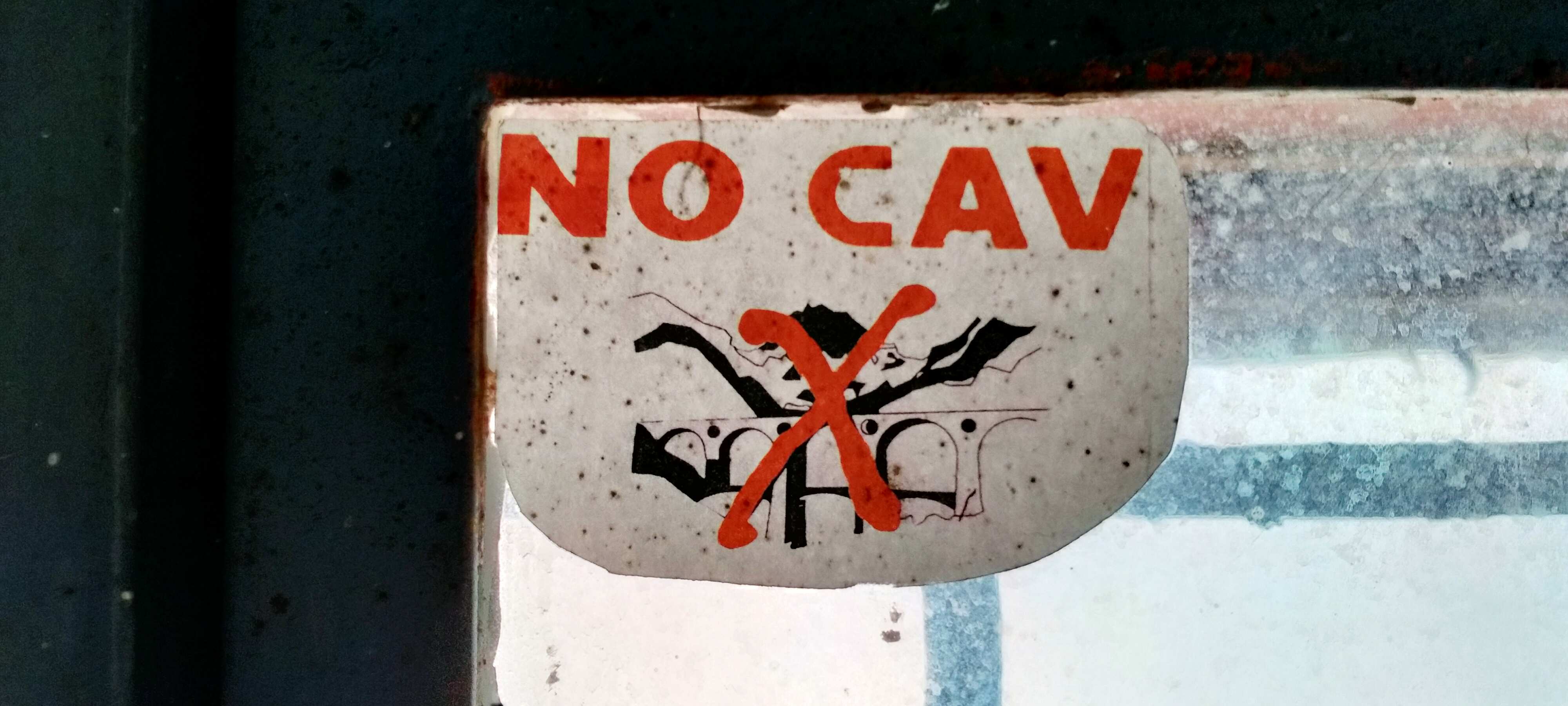
No Cav-sticker bij het Aronte bivak (Passo della Focolaccia, Apuaanse Alpen)

No Cav is een journalistieke term die wordt gebruikt om een grote Italiaanse protestbeweging aan te duiden die ontstond in het begin van de 21e eeuw  en bestond uit organisaties en groepen burgers die verenigd waren door de kritiek op de Carrara-marmergroeven in Apuaanse Alpen. Door de steeds maar uitdijende marmerwinning is het uiterlijk van de bergketen aanzienlijk aangetast. Ondanks de beschermde status als natuurmonument gaat de winning er gewoon door. 
De term No Cav, een afkorting voor "No Cave" ("Nee tegen de steengroeven", in het Italiaans), werd voor het eerst gebruikt in een artikel van Il Tirreno in 2014 om de activisten te definiëren die hadden deelgenomen aan een demonstratie van het Salviamo le Apuane-comité.
Het No Cav-symbool bestaat uit een gestileerde zwart-witweergave van het Vara-viaduct van de Ferrovia Marmifera Privata di Carrara doorkruist door een grote rode X, waarboven de woorden "NO CAV" ook rood, allemaal op een witte achtergrond.
Deze banner, waarvan het grafische ontwerp herinnert aan de No TAV-beweging, verscheen pas in 2020, tijdens een evenement georganiseerd door de milieuactivist Gianluca Briccolani, die het jaar daarop samen met Claudio Grandi en anderen de vereniging Apuane Libere zou hebben opgericht. 
Dit symbool en de definitie van "No Cav" worden niet door alle groepen van de beweging gebruikt of geaccepteerd en velen geven er de voorkeur aan zichzelf te definiëren met meer precieze termen.